# 169 км (Ленінськ-Кузнецький округ)
169 км (рос. 169 км) — селище у складі Ленінськ-Кузнецького округу Кемеровської області, Росія.

## Населення
Населення — 2 особи (2010; 2 у 2002).
Національний склад (станом на 2002 рік):
- росіяни — 50 %
- німці — 50 %